# Rúnar Rúnarsson
Rúnar Rúnarsson (Reykjavík, 1977. január 20. –) izlandi filmrendező, forgatókönyvíró és producer. Síðasti bærinn (Az utolsó farm) című kisjátékfilmjét 2005-ben Oscar-díjra jelölték.

## Élete
Rúnar Rúnarsson egy Reykjavík melletti kis településen, Seltjarnarnesben nőtt fel. 1995-ben forgatta első filmjét Klosettmenninget címmel, Grímur Hákonarsonnal együtt. A rövidfilm öt epizódból áll, melyek mindegyike fényképezőgép-beállításokkal készült. A rövidfilm kedvező fogadtatásban részesült a Nordisk Panorama filmfesztiválon. Ez arra ösztönözte Rúnarssont, hogy több filmet forgasson. Öt évvel később, ugyancsak Hákonarsonnal együtt készítette el Oiko Logos című kisfilmjét. Még ugyanabban az évben – ezúttal egyedül – egy 12 perces rövidfilmet is befejezett, Rætur címmel. Elsősorban a Dogma-filmek hatására, 2002-ben Koppenhágába ment, ahol jelentkezett a Dán Nemzeti Filmiskolába  (Den Danske Filmskole), azonban nem vették fel. Tervét nem adta fel, Dániában maradt, filmezett és forgatókönyveket írt, majd két évvel később már sikeresen felvételizett. Pályázatához csatolta akkor elkészült filmjét, amit nem sokkal később Oscar-díjra jelöltek.
2002-ben, a főszereplővel közösen, Leitin að Rajeev címmel közel egy órás dokumentumfilmet forgatott az izlandi Birta Fróðadóttir színésznő-rendezőről, aki Indiába utazott, hogy megkeresse gyermekkori barátját, Rajeevet. 2004-ben készítette el Síðasti bærinn (Az utolsó farm) című rövidfilmjét, amelyben egy eldugott, szeles izlandi tájon élő idős házaspár télre való készülődését mutatja be. A kisjátékfilmmel fesztiváldíjak sorát nyerte el, és az alkotás ott szerepelt a 78. Oscar-gála jelöltjei között, a legjobb élőszereplős rövidfilm kategóriában.
Ezután két, ugyancsak sikeres rövidfilm következett: a Smáfuglar (2008), majd diplomamunkaként az Anna (2009). Mindkettővel szerepelt a cannes-i fesztiválon, az elsővel az Arany Pálmáért versenyzett, a másodikkal pedig a Rendezők Kéthete szekcióban mutatkozott be.
2011-ben rendezte első nagyjátékfilmjét Tűzhányó (Eldfjall) címmel. Különféle fesztiváldíjak mellett a Transilvania International Film Festivalon átvehette a legjobb rendezőnek járó díjat és megnyerte a legrangosabb izlandi filmdíjat is, az Eddát.
Rúnar Rúnarsson véleménye szerint a film művészi műfaj, melynek a filmrendezők a felelős művészei, ezért a producereknek nem szabad túl nagy befolyással rendelkezniük.

## Filmjei
- 1995: Klosettmenning (rövidfilm) (rendező)
- 2000: Oiko Logos (rövidfilm) (rendező)
- 2000: Rætur (rövidfilm) (rendező)
- 2002: Leitin að Rajeev (rövid dokumentumfilm) (rendező, operatőr és producer)
- 2004: Síðasti bærinn (The Last Farm) (kisjátékfilm) (rendező és forgatókönyvíró)
- 2008: Smáfuglar (kisjátékfilm) (rendező és forgatókönyvíró)
- 2009: Anna (kisjátékfilm) (rendező és forgatókönyvíró)
- 2011: Eldfjall (Tűzhányó) (rendező és forgatókönyvíró)
- 2015: Sparrows (Madárkák) (rendező, forgatókönyvíró és producer)